# Куракин, Борис Алексеевич
Борис Алексеевич Куракин (13 (24) сентября 1784 — 2 (14) октября 1850) — русский дипломат и чиновник (камергер, сенатор) из княжеского рода Куракиных, к концу жизни сосредоточивший в своих руках все имущества этого рода.

## Биография
Сын генерал-прокурора Алексея Куракина от брака с Натальей Головиной, крестник Екатерины II. Родился 13 (24) сентября 1784 года.
C семи лет воспитателем князя был профессор Брюкнер, честный и учёный человек, поклонник французской революционной идеи, однако скрывавший их от своего воспитанника. Только впоследствии молодой князь был допущен на беседы наставника со Сперанским, в котором Брюкнер нашёл единомышленника. Сам Сперанский преподавал князю Закон Божий, сумел заслужить расположения Бориса Алексеевича и навсегда сохранил с ним дружеские отношения: Куракин был большим почитателем и часто пользовался советами Сперанского.
В 1799 году Куракин был записан юнкером в Коллегию иностранных дел; в 20 лет был пожалован в камергеры. В 1809 году был послан для обозрения приволжских губерний, а в 1810 году состоял при посольстве отца, посланного в Париж с поздравлением к Наполеону по случаю бракосочетания с Марией-Луизой.

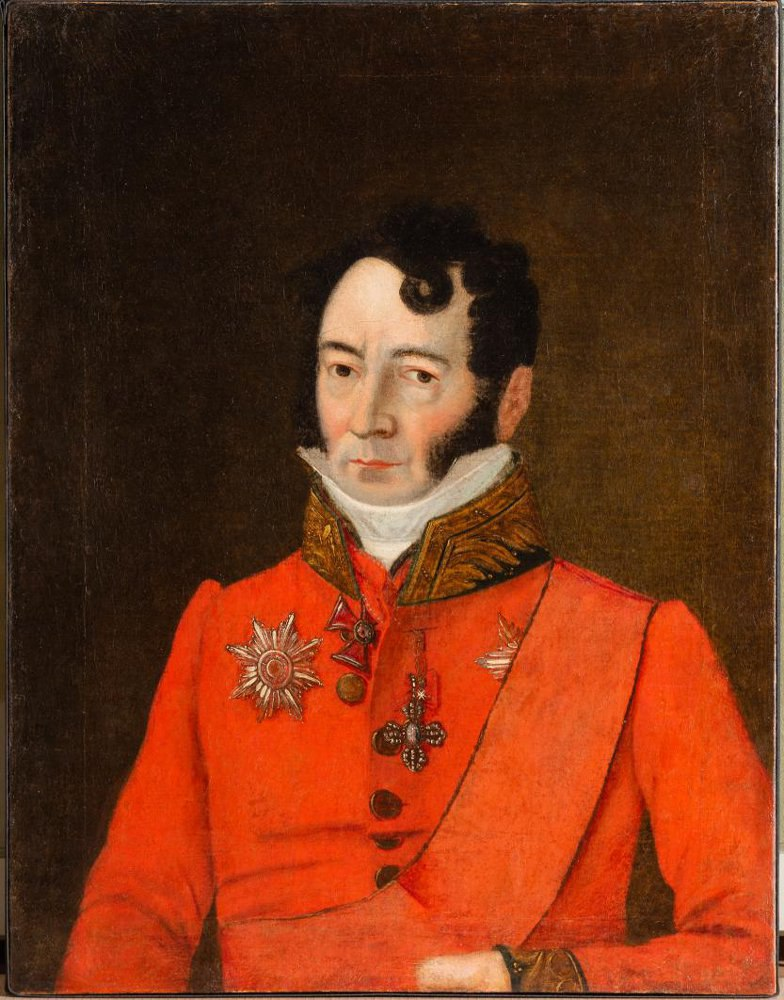
Портрет 1827 г.

По возвращении в Россию служил в министерстве финансов. В течение 11 лет князь он не получал повышения, пока не удалось донести до императора, что ему не благоволит ближайшее начальство. При этом сам Борис Алексеевич считал, что к нему неблагорасположен сам Александр I из-за каких-то женских сплетен.
13 января 1822 года Куракин был назначен сенатором с присвоением чина тайного советника. Он отличался особенной самостоятельностью в решении дел, резкостью суждений, прямотой и твёрдостью убеждений, неподкупностью и честностью, что снискало расположение Александра I. В 1826 году он был назначен в Верховный уголовный суд по делу декабристов. В 1827 году Куракину была поручена ревизия Западной Сибири, и комитет министров назвал её по результатам «беспримерной».
В 1833 году Борис Куракин навсегда оставил службу. Оставшись единственным представителем рода Куракиных, он сосредоточил в руках огромное состояние с множеством имений. Своё время и средства он пустил на их украшение. Так, в одном из своих любимых имений, Степановском в Тверской губернии князь развернул обширные строительные работы, выстроив недалеко от дома целый городок с театром, каланчой, обелисками, шлагбаумами, улицами и проспектами, и поселив в нём дворовых людей. Сама усадьба тоже представляла собой настоящий музей различных художественных редкостей.
Скончался 2 (14) октября 1850 года в Харькове. Был похоронен в Святогорском монастыре Харьковской губернии.

## Семья
В 1808 году в Вене князь женился на княжне Елизавете Борисовне Голицыной (1790—1871), дочери князя Б. А. Голицына. Брак был не совсем удачен, княгиня отличалась религиозностью и перешла в католичество. В минуту религиозной экзальтации она сожгла себе руку на жаровне, вследствие чего пришлось сделать ампутацию. Позднее княгиня Куракина сошла с ума. В семье было два сына и дочь:
- Алексей Борисович  (04.05.1809—20.12.1872), родился в Петербурге, крещен 19 мая в церкви Св. Двенадцати апостолов при Главном управлении почт и телеграфов, крестник деда князя А. Б. Куракина и графини Е. В. Литта[1]. Служил в Министерстве иностранных дел, с 1840 по 1854 года секретарь российских посольств в Вене и Париже. В 1855 году к коронации Александра II назначен гофмейстером двора великой княгини Марии Николаевны. Художник-любитель и коллекционер, с 1869 года почётный член Императорской Академии художеств. С 1835 года был женат на внучке князя С. Ф. Голицына и генерал-фельдмаршала князя А. А. Прозоровского, княжне Юлии Фёдоровне Голицыной (1814-1881), статс-даме, обер-гофмейстерине двора.
- Татьяна Борисовна (1810—24.02.1857), фрейлина, в первом браке была замужем за генерал-майором И. К. Лешерн фон Герцфельдтом, во втором — за лейтенантом К. Н. Савинским.
- Александр Борисович (1811/13—06.02.1870), участник Польской кампании, с 1834 года корнет Кавалергардского полка, флигель-адъютант, с 1855 года генерал-майор, принимал участие в Крымской войне. С 1837 года был женат на графине Марии Александровне Гурьевой (1818—1890), дочери генерал-лейтенанта А. Д. Гурьева.

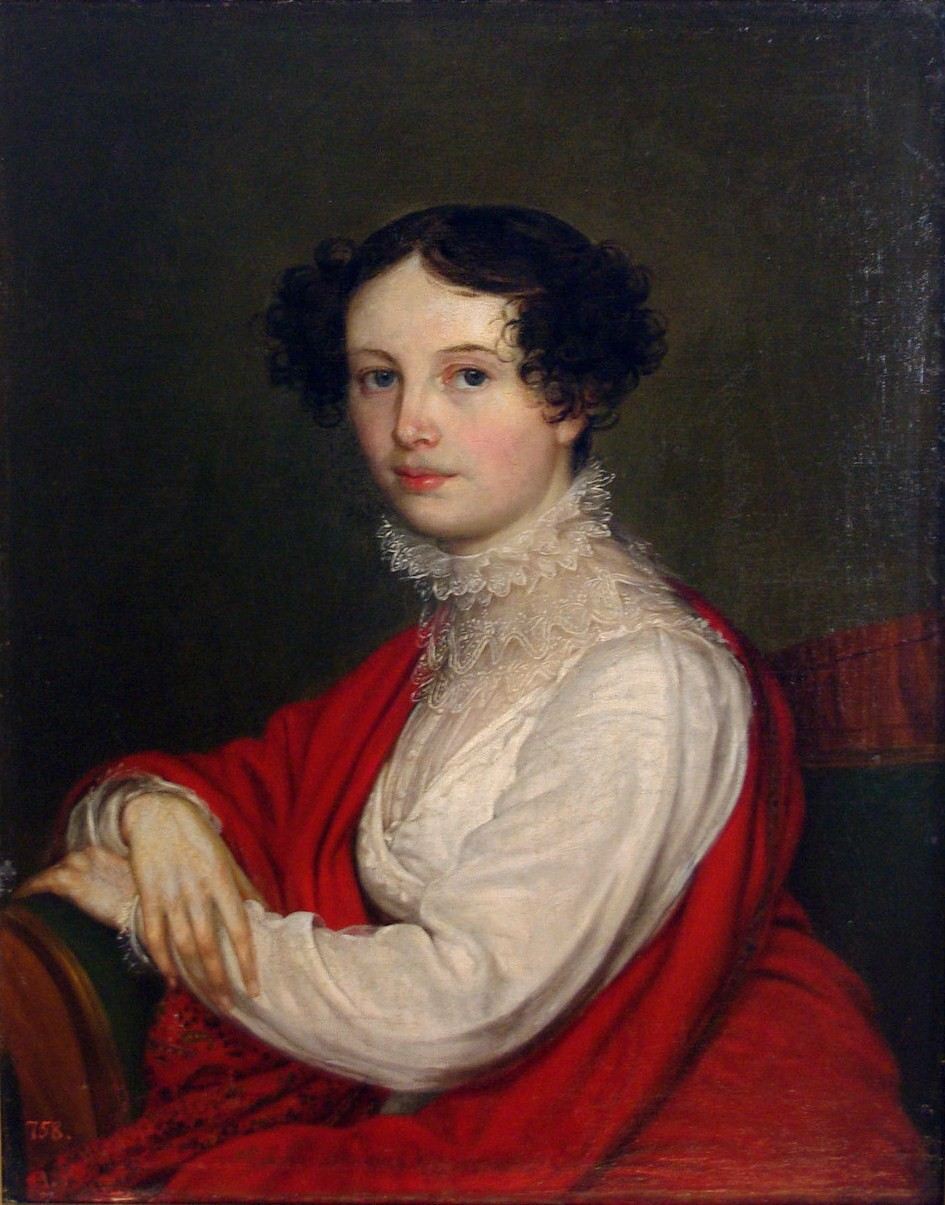
Елизавета Борисовна, жена
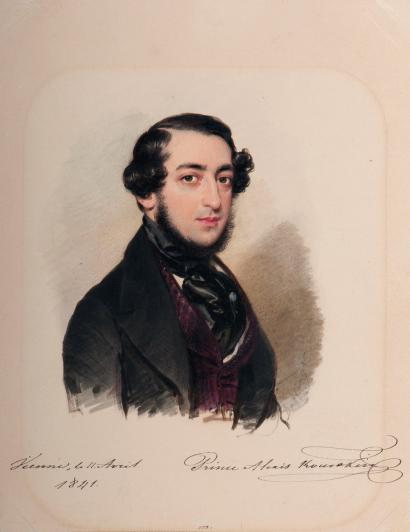
Алексей Борисович, сын
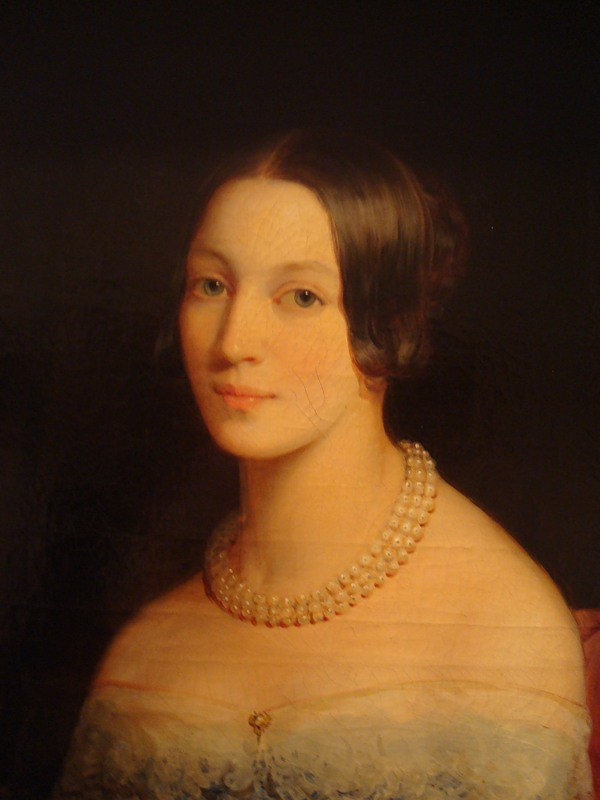
Юлия Фёдоровна, невестка
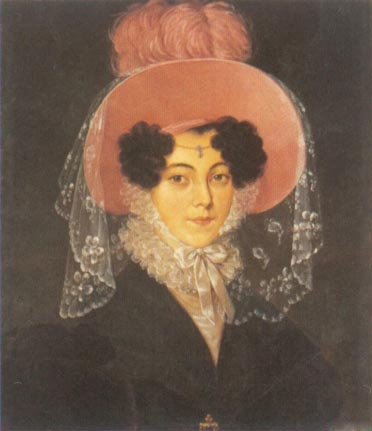
Татьяна Борисовна, дочь
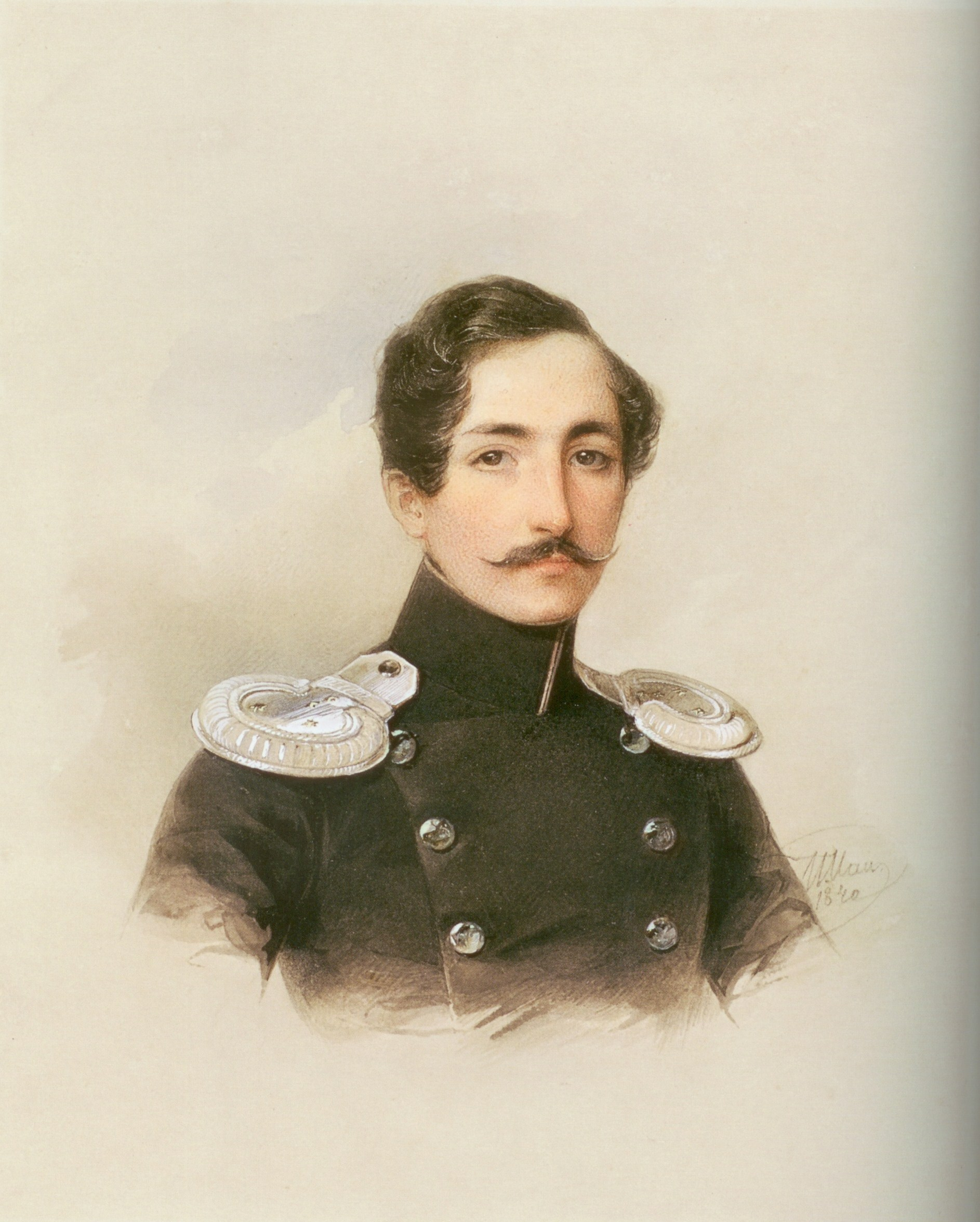
Александр Борисович, сын